# CGTN
CGTN (China Global Television Network), anteriormente conhecida como CCTV-9 e CCTV News, é um canal de notícias internacional em inglês da China, pertencente ao grupo estatal China Global Television Network, que faz parte do China Media Group (CMG), com sede em Pequim e sob o controle do Departamento de Publicidade do Partido Comunista da China. O serviço é voltado para o mercado externo, semelhante à CNN International, BBC World News, NHK World-Japan, DW, Voz da América, Al Jazeera, France 24, RT e Press TV. O canal foi lançado em 25 de setembro de 2000. A cobertura inclui noticiários, relatórios detalhados e programas de comentários, além de apresentações de recursos. Seu sinal aberto de satélite de pode ser recebido por mais de 85 milhões de espectadores, em mais de 100 países e regiões. O foco é o público internacional da diáspora chinesa e de língua inglesa.

## História
A CCTV começou a considerar a programação internacional de notícias em inglês em 1º de janeiro de 1979, no início do período de "reforma e abertura" da China. Os boletins de notícias em inglês começaram no CCTV-2 em 1986 e ficaram disponíveis para os telespectadores no exterior quando se mudaram para o CCTV-4 em fevereiro de 1991. O CCTV-9 começou a transmitir em toda a China em 25 de setembro de 2000, tornando-se o primeiro canal de televisão em inglês do país.
Em 1 de janeiro de 2003, o CCTV-9 entrou no mercado de tv a cabo dos Estados Unidos, como parte de um acordo que permitia à AOL, Time Warner e News Corporation acesso a sistemas de cabo em Cantão. Nos seus primeiros anos, o CCTV-9 transmitiu boletins de notícias em inglês e programas de interesse cultural na maior parte do dia, e foi transmitido principalmente durante as horas da noite na China. Um de seus maiores projetos foi cobrir as Olimpíadas de Pequim em 2008.
Até abril de 2010, o CCTV-9 era um canal misto de interesse geral, apresentando notícias, programação de viagens e treinamento de idiomas.  Porém, no dia 26 desse mês, o CCTV-9 foi relançado como um serviço de notícias em inglês em 24 horas e seu nome foi alterado para "CCTV News".
Em 31 de dezembro de 2016, o canal foi relançado como CGTN (China Global Television Network) e novos programas foram lançados.

## CGTN Africa
É a sede da CGTN na África, inaugurada no Quênia em 11 de janeiro de 2012. A CGTN África tem seu foco nas notícias e perspectivas da África, bem como nas notícias internacionais.
A CGTN Africa é responsável pela coleta de notícias e atribuições de tarefas no continente africano. A CGTN África produz uma hora por dia de programação, incluindo edições de Africa News, Talk Africa e Face of Africa, transmitindo isso através do canal de notícias da CGTN em inglês.

## CGTN America
É a divisão para o continente americano, do canal de notícias em inglês da CGTN, administrado pelo grupo estatal China Media Group (CMG). Sua sede é em Washington, D.C., e administra escritórios nas Américas do Norte e do Sul.
Emprega uma mistura de jornalistas americanos e chineses, e gera programação do continente americano pra CGTN e CCTV.
O diretor da CGTN America é 'Ma Jing', e a jornalista veterana asiática 'Jim Laurie' é a consultora executiva. Entrou no ar em 6 de fevereiro de 2012.

## CGTN Europe
É a divisão para a Europa, do canal de notícias em inglês da CGTN, administrado pelo grupo estatal China Media Group (CMG). Sua sede é em Londres, Inglaterra, no Reino Unido. Transmite uma hora de programação por dia no CGTN English. Entrou no ar em 7 de outubro de 2019.